# ماكس ماير (مخرج)
ماكس ماير (بالإنجليزية: Max Mayer)‏ هو كاتب سيناريو ومخرج أمريكي، ولد في القرن العشرين.

## وصلات خارجية
- ماكس ماير على موقع IMDb (الإنجليزية)
- ماكس ماير على موقع ألو سيني (الفرنسية)
- ماكس ماير على موقع أول موفي (الإنجليزية)
- ماكس ماير على موقع قاعدة بيانات الأفلام السويدية (السويدية)
- ماكس ماير على موقع قاعدة بيانات الفيلم (الإنجليزية)
- ماكس ماير على موقع كينوبويسك (الروسية)